# Ernest Chambers (Radsportler)
Ernest Henry Chambers (* 7. April 1907 in Hackney (London); † 29. Januar 1985 in Worthing) war ein britischer Radrennfahrer und nationaler Meister im Radsport.

## Sportliche Laufbahn
Chambers war Teilnehmer der Olympischen Sommerspiele 1928 in Amsterdam. Im Tandemrennen gewann er mit seinem Partner John Sibbit die Silbermedaille hinter Bernard Leene und Daan van Dijk. 
Bei den Spielen 1932 in Los Angeles gewann er erneut Silber im Tandemrennen mit seinem Bruder Stan Chambers als Partner. Im Sprint wurde er beim Sieg von Jacobus van Egmond auf dem 5. Rang klassiert.
1936 startete er erneut bei den Olympischen Sommerspielen in Berlin. Das Tandemrennen fuhr er mit John Sibbit, beide kamen auf den 5. Rang.
1924 und 1936 gewann er den nationalen Titel im Tandemrennen mit seinem Partner John Sibbit. 1929 gewann er den Grand Prix of London im Sprint vor Sydney Cozens.